# Сёмжа (река)
Сёмжа — река в России, протекает в Мезенском городском поселении Мезенского района Архангельской области. Устье реки находится в 5 км от устья Мезени по правому берегу. Исток — озеро Сёмжа. Длина реки составляет 63 км. Сизигийные приливы в Белом море, колеблющиеся от 0,6 метра (Зимняя Золотица) до 3 метров, в устье Сёмжи достигают 7,7 метров. В устье находится деревня Сёмжа.

## Данные водного реестра
По данным государственного водного реестра России относится к Двинско-Печорскому бассейновому округу, водохозяйственный участок реки — Мезень от водомерного поста деревни Малонисогорская и до устья. Речной бассейн реки — Мезень.
Код объекта в государственном водном реестре — 03030000212103000050824.